# Eleccions legislatives luxemburgueses de 2004
Les eleccions legislatives luxemburgueses de 2004 se celebraren el 13 de juny de 2004 a Luxemburg, per a renovar els 60 membres de la Cambra de Diputats. Va vèncer novament el Partit Popular Social Cristià del primer ministre Jean-Claude Juncker, qui ha estat renovat en el càrrec que ocupa des de 1995.

## Resultats
| ← Eleccions legislatives luxemburgueses, 2004 → |                                                   |      |            |        |            |
| Partit                                          | Partit                                            | %    | Diferència | Escons | Diferència |
|                                                 | Partit Popular Social Cristià (CSV)               | 36.1 | +6.0       | 24     | +5         |
|                                                 | Partit Socialista dels Treballadors (LSAP)        | 23.4 | +1.1       | 14     | +1         |
|                                                 | Partit Democràtic (DP)                            | 16.1 | –6.3       | 10     | –5         |
|                                                 | Els Verds                                         | 11.6 | +2.5       | 7      | +2         |
|                                                 | Partit Reformista d'Alternativa Democràtica (ADR) | 9.9  | –1.4       | 5      | –2         |
|                                                 | L'Esquerra                                        | 1.9  | –1.4       | 0      | –1         |
|                                                 | Partit Comunista de Luxemburg (KPL)               | 0.9  | —          | 0      | —          |
|                                                 | Partit Lliure de Luxemburg (FPL)                  | 0.1  | —          | 0      | —          |
| Total                                           | Total                                             |      |            | 60     | —          |
| Font: Centre Informatique de l'État             |                                                   |      |            |        |            |

## Resultats per circumscripcions
|        | CSV   | LSAP  | DP    | Verds | ADR   | L'Esquerra | KPL  | FPL  |
| ------ | ----- | ----- | ----- | ----- | ----- | ---------- | ---- | ---- |
| Centre | 35,5% | 18,8% | 21,3% | 13,6% | 7,9%  | 2,0%       | 0,9% | 0,0% |
| Est    | 38,6% | 16,5% | 19,1% | 12,1% | 12,3% | 1,3%       | 0,0% | 0,0% |
| Nord   | 36,3% | 20,2% | 15,8% | 10,9% | 14,7% | 1,3%       | 0,0% | 0,7% |
| Sud    | 35,6% | 32,2% | 9,5%  | 10,2% | 8,4%  | 2,3%       | 1,7% | 0,0% |